# Brian Upson
George William Brian Upson (Ottawa, 30 gennaio 1931 – West Vancouver, 3 aprile 1982) è stato un cestista e allenatore di pallacanestro canadese.

## Carriera

### Giocatore
Con il Canada ha disputato i Campionati del mondo del 1959.

### Allenatore
Il 20 marzo 1982 la sua squadra, i West Vancouver Highlanders, vinse per 49-48 la finale per il BC High School Championship. Upton, malato di tumore dall'inizio della stagione 1979-80, dopo un periodo di assenza, riuscì a rientrare contro il parere dei medici e a guidare la squadra alla vittoria. Morì due settimane dopo la finale.
La sua storia è stata raccontata nel film "Longshot".